# Stanisław Jasiński (duchowny)
Stanisław Jasiński – polski ksiądz katolicki, kanonik krakowskiej kapituły katedralnej. Kierował krakowskim "Caritasem", powstałym w 1934. W 1943 był wysłannikiem z ramienia metropolity krakowskiego Adama Sapiehy do Katynia, na miejsce ekshumacji zwłok polskich oficerów pomordowanych przez NKWD. W czasie okupacji włączył się także w pracę Rady Głównej Opiekuńczej i Polskiego Komitetu Opiekuńczego.